# Neonesidea dinochelata
Neonesidea dinochelata is een mosselkreeftjessoort uit de familie van de Bairdiidae. De wetenschappelijke naam van de soort is voor het eerst geldig gepubliceerd in 1894 door Müller.